# Eleições legislativas portuguesas de 1983 no distrito de Lisboa
| Eleições legislativas portuguesas de 1983 Distritos: Aveiro \| Beja \| Braga \| Bragança \| Castelo Branco \| Coimbra \| Évora \| Faro \| Guarda \| Leiria \| Lisboa \| Portalegre \| Porto \| Santarém \| Setúbal \| Viana do Castelo \| Vila Real \| Viseu \| Açores \| Madeira \| Estrangeiro |

## Resultados por Concelho
Os resultados nos concelhos do Distrito de Lisboa foram os seguintes:

### Alenquer
| Partido                 | Partido                     | Votos  | %               | +/-  |
| ----------------------- | --------------------------- | ------ | --------------- | ---- |
|                         | Partido Socialista          | 9 238  | 43,22 / 100,00  | 8,82 |
|                         | Aliança Povo Unido          | 5 888  | 27,55 / 100,00  | 0,77 |
|                         | Partido Social Democrata    | 3 445  | 16,12 / 100,00  | -    |
|                         | Centro Democrático e Social | 1 516  | 7,09 / 100,00   | -    |
|                         | Outros                      | 750    | 3,51 / 100,00   |      |
| Votos Inválidos         | Votos Inválidos             | 538    | 2,51 / 100,00   | 0,05 |
| Total                   | Total                       | 21 375 | 100,00 / 100,00 |      |
| Eleitorado/Participação | Eleitorado/Participação     | 26 433 | 80,86 / 100,00  | 4,22 |

### Amadora
| Partido                 | Partido                     | Votos   | %               | +/-  |
| ----------------------- | --------------------------- | ------- | --------------- | ---- |
|                         | Partido Socialista          | 35 367  | 37,06 / 100,00  | 7,19 |
|                         | Aliança Povo Unido          | 30 914  | 32,39 / 100,00  | 2,35 |
|                         | Partido Social Democrata    | 16 916  | 17,72 / 100,00  | -    |
|                         | Centro Democrático e Social | 7 404   | 7,76 / 100,00   | -    |
|                         | UDP-PSR                     | 1 474   | 1,54 / 100,00   | 1,82 |
|                         | Outros                      | 1 726   | 1,81 / 100,00   |      |
| Votos Inválidos         | Votos Inválidos             | 1 643   | 1,72 / 100,00   | 0,32 |
| Total                   | Total                       | 95 444  | 100,00 / 100,00 |      |
| Eleitorado/Participação | Eleitorado/Participação     | 117 827 | 81,00 / 100,00  | 5,36 |

### Arruda dos Vinhos
| Partido                 | Partido                     | Votos | %               | +/-  |
| ----------------------- | --------------------------- | ----- | --------------- | ---- |
|                         | Partido Socialista          | 2 462 | 48,75 / 100,00  | 9,59 |
|                         | Aliança Povo Unido          | 1 084 | 21,47 / 100,00  | 0,13 |
|                         | Partido Social Democrata    | 750   | 14,85 / 100,00  | -    |
|                         | Centro Democrático e Social | 431   | 8,53 / 100,00   | -    |
|                         | Outros                      | 174   | 3,46 / 100,00   |      |
| Votos Inválidos         | Votos Inválidos             | 149   | 2,95 / 100,00   | 0,29 |
| Total                   | Total                       | 5 050 | 100,00 / 100,00 |      |
| Eleitorado/Participação | Eleitorado/Participação     | 6 715 | 75,20 / 100,00  | 3,83 |

### Azambuja
| Partido                 | Partido                     | Votos  | %               | +/-  |
| ----------------------- | --------------------------- | ------ | --------------- | ---- |
|                         | Partido Socialista          | 4 953  | 41,38 / 100,00  | 4,97 |
|                         | Aliança Povo Unido          | 3 815  | 31,87 / 100,00  | 5,57 |
|                         | Partido Social Democrata    | 1 804  | 15,07 / 100,00  | -    |
|                         | Centro Democrático e Social | 402    | 3,36 / 100,00   | -    |
|                         | UDP-PSR                     | 304    | 2,54 / 100,00   | 2,94 |
|                         | Outros                      | 349    | 2,92 / 100,00   |      |
| Votos Inválidos         | Votos Inválidos             | 343    | 2,87 / 100,00   | 0,01 |
| Total                   | Total                       | 11 970 | 100,00 / 100,00 |      |
| Eleitorado/Participação | Eleitorado/Participação     | 15 013 | 79,73 / 100,00  | 4,82 |

### Cadaval
| Partido                 | Partido                      | Votos  | %               | +/-   |
| ----------------------- | ---------------------------- | ------ | --------------- | ----- |
|                         | Partido Socialista           | 3 887  | 44,50 / 100,00  | 11,47 |
|                         | Partido Social Democrata     | 2 365  | 27,07 / 100,00  | -     |
|                         | Centro Democrático e Social  | 1 087  | 12,44 / 100,00  | -     |
|                         | Aliança Povo Unido           | 767    | 8,78 / 100,00   | 0,65  |
|                         | Partido da Democracia Cristã | 87     | 1,00 / 100,00   | 0,74  |
|                         | Outros                       | 215    | 2,46 / 100,00   |       |
| Votos Inválidos         | Votos Inválidos              | 327    | 3,74 / 100,00   | 0,59  |
| Total                   | Total                        | 8 735  | 100,00 / 100,00 |       |
| Eleitorado/Participação | Eleitorado/Participação      | 11 737 | 74,42 / 100,00  | 9,00  |

### Cascais
| Partido                 | Partido                     | Votos   | %               | +/-  |
| ----------------------- | --------------------------- | ------- | --------------- | ---- |
|                         | Partido Socialista          | 26 913  | 31,27 / 100,00  | 7,52 |
|                         | Partido Social Democrata    | 22 574  | 26,23 / 100,00  | -    |
|                         | Aliança Povo Unido          | 17 640  | 20,49 / 100,00  | 1,52 |
|                         | Centro Democrático e Social | 14 377  | 16,70 / 100,00  | -    |
|                         | UDP-PSR                     | 906     | 1,05 / 100,00   | 1,87 |
|                         | Outros                      | 1 928   | 2,23 / 100,00   |      |
| Votos Inválidos         | Votos Inválidos             | 1 732   | 2,02 / 100,00   | 0,41 |
| Total                   | Total                       | 86 070  | 100,00 / 100,00 |      |
| Eleitorado/Participação | Eleitorado/Participação     | 106 729 | 80,64 / 100,00  | 5,85 |

### Lisboa
| Partido                 | Partido                     | Votos   | %               | +/-  |
| ----------------------- | --------------------------- | ------- | --------------- | ---- |
|                         | Partido Socialista          | 179 959 | 33,86 / 100,00  | 6,91 |
|                         | Partido Social Democrata    | 125 890 | 23,69 / 100,00  | -    |
|                         | Aliança Povo Unido          | 120 472 | 22,67 / 100,00  | 2,03 |
|                         | Centro Democrático e Social | 75 819  | 14,27 / 100,00  | -    |
|                         | UDP-PSR                     | 7 148   | 1,35 / 100,00   | 1,46 |
|                         | Outros                      | 11 173  | 2,10 / 100,00   |      |
| Votos Inválidos         | Votos Inválidos             | 10 987  | 2,07 / 100,00   | 0,49 |
| Total                   | Total                       | 531 448 | 100,00 / 100,00 |      |
| Eleitorado/Participação | Eleitorado/Participação     | 662 294 | 80,24 / 100,00  | 6,17 |

### Loures
| Partido                 | Partido                     | Votos   | %               | +/-  |
| ----------------------- | --------------------------- | ------- | --------------- | ---- |
|                         | Partido Socialista          | 61 034  | 37,84 / 100,00  | 7,24 |
|                         | Aliança Povo Unido          | 53 296  | 33,04 / 100,00  | 3,27 |
|                         | Partido Social Democrata    | 27 701  | 17,17 / 100,00  | -    |
|                         | Centro Democrático e Social | 11 520  | 7,14 / 100,00   | -    |
|                         | UDP-PSR                     | 1 638   | 1,02 / 100,00   | 2,04 |
|                         | Outros                      | 3 037   | 1,88 / 100,00   |      |
| Votos Inválidos         | Votos Inválidos             | 3 076   | 1,91 / 100,00   | 0,13 |
| Total                   | Total                       | 161 302 | 100,00 / 100,00 |      |
| Eleitorado/Participação | Eleitorado/Participação     | 196 399 | 82,13 / 100,00  | 5,37 |

### Lourinhã
| Partido                 | Partido                      | Votos  | %               | +/-   |
| ----------------------- | ---------------------------- | ------ | --------------- | ----- |
|                         | Partido Socialista           | 4 665  | 38,07 / 100,00  | 11,13 |
|                         | Partido Social Democrata     | 4 015  | 32,76 / 100,00  | -     |
|                         | Centro Democrático e Social  | 2 120  | 17,30 / 100,00  | -     |
|                         | Aliança Povo Unido           | 591    | 4,82 / 100,00   | 0,90  |
|                         | Partido da Democracia Cristã | 145    | 1,18 / 100,00   | 0,73  |
|                         | Outros                       | 289    | 2,36 / 100,00   |       |
| Votos Inválidos         | Votos Inválidos              | 429    | 3,50 / 100,00   | 0,58  |
| Total                   | Total                        | 12 254 | 100,00 / 100,00 |       |
| Eleitorado/Participação | Eleitorado/Participação      | 15 734 | 77,88 / 100,00  | 7,13  |

### Mafra
| Partido                 | Partido                      | Votos  | %               | +/-   |
| ----------------------- | ---------------------------- | ------ | --------------- | ----- |
|                         | Partido Socialista           | 10 234 | 40,92 / 100,00  | 12,44 |
|                         | Partido Social Democrata     | 6 458  | 25,82 / 100,00  | -     |
|                         | Aliança Povo Unido           | 3 638  | 14,55 / 100,00  | 1,34  |
|                         | Centro Democrático e Social  | 2 669  | 10,67 / 100,00  | -     |
|                         | Partido da Democracia Cristã | 328    | 1,31 / 100,00   | 0,99  |
|                         | Outros                       | 831    | 3,32 / 100,00   |       |
| Votos Inválidos         | Votos Inválidos              | 850    | 3,40 / 100,00   | 0,11  |
| Total                   | Total                        | 25 008 | 100,00 / 100,00 |       |
| Eleitorado/Participação | Eleitorado/Participação      | 32 641 | 76,62 / 100,00  | 5,37  |

### Oeiras
| Partido                 | Partido                     | Votos   | %               | +/-  |
| ----------------------- | --------------------------- | ------- | --------------- | ---- |
|                         | Partido Socialista          | 29 710  | 34,21 / 100,00  | 7,34 |
|                         | Aliança Povo Unido          | 20 638  | 23,76 / 100,00  | 1,48 |
|                         | Partido Social Democrata    | 20 202  | 23,26 / 100,00  | -    |
|                         | Centro Democrático e Social | 12 056  | 13,88 / 100,00  | -    |
|                         | UDP-PSR                     | 1 169   | 1,35 / 100,00   | 1,47 |
|                         | Outros                      | 1 620   | 1,87 / 100,00   |      |
| Votos Inválidos         | Votos Inválidos             | 1 462   | 1,68 / 100,00   | 0,45 |
| Total                   | Total                       | 86 857  | 100,00 / 100,00 |      |
| Eleitorado/Participação | Eleitorado/Participação     | 105 182 | 82,58 / 100,00  | 5,33 |

### Sintra
| Partido                 | Partido                     | Votos   | %               | +/-  |
| ----------------------- | --------------------------- | ------- | --------------- | ---- |
|                         | Partido Socialista          | 49 068  | 38,19 / 100,00  | 9,67 |
|                         | Aliança Povo Unido          | 32 720  | 25,47 / 100,00  | 2,04 |
|                         | Partido Social Democrata    | 26 572  | 20,68 / 100,00  | -    |
|                         | Centro Democrático e Social | 12 554  | 9,77 / 100,00   | -    |
|                         | UDP-PSR                     | 1 884   | 1,47 / 100,00   | 2,40 |
|                         | Outros                      | 2 974   | 2,32 / 100,00   |      |
| Votos Inválidos         | Votos Inválidos             | 2 706   | 2,11 / 100,00   | 0,26 |
| Total                   | Total                       | 128 478 | 100,00 / 100,00 |      |
| Eleitorado/Participação | Eleitorado/Participação     | 158 319 | 81,15 / 100,00  | 5,45 |

### Sobral de Monte Agraço
| Partido                 | Partido                     | Votos | %               | +/-  |
| ----------------------- | --------------------------- | ----- | --------------- | ---- |
|                         | Aliança Povo Unido          | 1 901 | 40,96 / 100,00  | 5,06 |
|                         | Partido Socialista          | 1 485 | 32,00 / 100,00  | 8,07 |
|                         | Partido Social Democrata    | 740   | 15,94 / 100,00  | -    |
|                         | Centro Democrático e Social | 197   | 4,24 / 100,00   | -    |
|                         | Outros                      | 168   | 3,63 / 100,00   |      |
| Votos Inválidos         | Votos Inválidos             | 150   | 3,23 / 100,00   | 0,62 |
| Total                   | Total                       | 4 641 | 100,00 / 100,00 |      |
| Eleitorado/Participação | Eleitorado/Participação     | 6 089 | 76,22 / 100,00  | 4,63 |

### Torres Vedras
| Partido                 | Partido                     | Votos  | %               | +/-   |
| ----------------------- | --------------------------- | ------ | --------------- | ----- |
|                         | Partido Socialista          | 14 601 | 39,08 / 100,00  | 10,49 |
|                         | Partido Social Democrata    | 10 124 | 27,09 / 100,00  | -     |
|                         | Aliança Povo Unido          | 7 034  | 18,82 / 100,00  | 1,40  |
|                         | Centro Democrático e Social | 3 165  | 8,47 / 100,00   | -     |
|                         | Outros                      | 1 326  | 3,55 / 100,00   |       |
| Votos Inválidos         | Votos Inválidos             | 1 116  | 2,99 / 100,00   | 0,47  |
| Total                   | Total                       | 37 366 | 100,00 / 100,00 |       |
| Eleitorado/Participação | Eleitorado/Participação     | 48 721 | 76,69 / 100,00  | 7,05  |

### Vila Franca de Xira
| Partido                 | Partido                     | Votos  | %               | +/-  |
| ----------------------- | --------------------------- | ------ | --------------- | ---- |
|                         | Aliança Povo Unido          | 19 562 | 38,05 / 100,00  | 1,24 |
|                         | Partido Socialista          | 19 265 | 37,47 / 100,00  | 6,66 |
|                         | Partido Social Democrata    | 6 981  | 13,58 / 100,00  | -    |
|                         | Centro Democrático e Social | 3 056  | 5,94 / 100,00   | -    |
|                         | UDP-PSR                     | 639    | 1,24 / 100,00   | 1,94 |
|                         | Outros                      | 1 011  | 1,98 / 100,00   |      |
| Votos Inválidos         | Votos Inválidos             | 903    | 1,75 / 100,00   | 0,08 |
| Total                   | Total                       | 51 417 | 100,00 / 100,00 |      |
| Eleitorado/Participação | Eleitorado/Participação     | 61 930 | 83,02 / 100,00  | 4,90 |